# Le Roi Léo (série télévisée d'animation)
Pour le manga à l'origine des différentes adaptations, voir Le Roi Léo.
Le Roi Léo (ジャングル大帝, Jungle Taitei, littéralement « L'empereur de la jungle ») est une série d'animation japonaise adaptée du manga d'Osamu Tezuka Le Roi Léo paru entre 1950 et 1954.
La série originale est composée de 52 épisodes de 22 minutes, produite par le studio Mushi Production et diffusée pour la première fois sur Fuji TV entre le 6 octobre 1965 et le 28 septembre 1966, immédiatement suivie de Léo, le nouveau grand empereur de la Jungle (新ジャングル大帝 進めレオ!, Shin Jungle Taitei Susume Leo), composée de 26 épisodes diffusés entre le 5 octobre 1966 et le 29 mars 1967. Un remake de 52 épisodes est diffusé entre le 12 octobre 1989 et le 11 octobre 1990.
La deuxième série a été doublée au Québec et diffusée dès le 11 septembre 1971 à la télévision de Radio-Canada, et rediffusée à partir du 15 septembre 1985 sur TVJQ. En France, la deuxième série est diffusée pour la première fois sous le titre Le Roi Léo en 1972 sur la première chaîne de l'ORTF, la première série en 1990 sur La Cinq, et la troisième reste inédite en VF.

## Synopsis
Afrique, milieu du XXe siècle. Les hommes envahissent peu à peu les terres sauvages, mais Léo, un lion blanc se dresse face à eux pour préserver un espace de liberté pour que tous les animaux puissent vivre en paix. Un chasseur rusé enregistre la voix de Léo pour attirer et capturer sa compagne, Lisa. Celle-ci sert alors d'appât et Léo est tué tandis que la lionne, qui est pleine, est embarquée sur un bateau pour rejoindre un zoo. Le lionceau blanc, que sa mère a appelé Léo, naît à bord. La mère lui enseigne les idéaux de son père. Sur son ordre, Léo s'échappe de sa cage en passant à travers les barreaux, plonge dans la mer et réussit à regagner la rive à la nage…

## Séries animées
Trois séries télévisées du Roi Léo ont été produites au Japon :
- 1965 : Le Retour du roi Léo (ジャングル大帝, Jungle Taitei?) (52 épisodes)

Première série télévisée animée japonaise en couleur.
- 1967 : Le Roi Léo (新ジャングル大帝 進めレオ!, Jungle Taitei Susume Leo?) (26 épisodes)
- 1989 : Jungle Taitei (ジャングル大帝, littéralement « L'empereur de la jungle »?) (52 épisodes)

Série au graphisme plus moderne, inédite en France.

## Version française
Au Québec, la diffusion du Roi Léo débute en septembre 1971 les samedis matins à Radio-Canada. En France, la deuxième série a été diffusée pour la première fois le 20 décembre 1972 sur la première chaîne de l'ORTF sous le titre Le Roi Léo. Elle est rediffusée sur TF1, en 1976 dans Samedi est à vous et en 1978 dans Acilion et sa bande. Le 17 septembre 1990, La Cinq diffuse la première série, jusque-là inédite en France, dans Youpi ! L'école est finie, sous le titre Le Retour du roi Léo, puis enchaîne sur la deuxième série dont le générique et le doublage ont été changés. La série avec le nouveau doublage est rediffusée durant la saison 1994-1995 sur TF1 dans le Club Dorothée et en 1996 dans Les Minikeums sur France 3.

### Contexte de diffusion
Quand il apparaît sur le petit écran français en 1972, Le Roi Léo est le premier dessin animé japonais à être diffusé en France, bien avant la vague de Goldorak (1978), Candy (1978) et Albator (1980). D'un genre nouveau, ce dessin animé tranchait sur les productions animées américaines ou européennes : un sujet sérieux avec un ton souvent pessimiste.

### Les génériques en français
- Le générique de début

Le premier générique de 1971 reprend le générique de fin japonais, mais la chanson japonaise a été traduite en français. C'est la chanteuse québécoise Isabelle Pierre qui est l'interprète de ce premier générique.
Le second générique de 1990 est interprété par Claude Lombard ("Le retour de Léo") dont la base musicale provient de la version originale italienne de l’émission télévisée "Sabato Al Circo" interprétée par Cristina d'Avena (qui a notamment chanté le générique de début du dessin animé "Princesse Sarah").
- Le générique de fin

Le premier générique de 1971 reprend le générique de début japonais. À l'instar d'autres pays, la France avait choisi d'inverser les génériques.

### Liste des épisodes en français
- | Diffusion en France de la deuxième série en 1972 La Première Aventure Titre inconnu Le Lion bleu La Dernière Chasse des pygmées Titre inconnu Titre inconnu Titre inconnu Le Secret de la pierre de lune Titre inconnu Titre inconnu Titre inconnu Titre inconnu Titre inconnu Le Tombeau solitaire Titre inconnu Le Monstre noir Les Chutes du diable Titre inconnu La Tanière Le Précipice Titre inconnu Le Menhir Le Loup argenté L’Île mystérieuse L’Empreinte de la mort Titre inconnu |
- | Diffusion en France de la première série en 1990 La Naissance de Léo Le Vent du désert L'École des animaux Les Chasseurs La Promesse La Sécheresse La Zizanie Le Nuage fou Le Tigre volant La menace venue du ciel La réserve Une question de survie La Chorale de la jungle L'Histoire du Dieu Lion La Valse des œufs La Rivière en feu Le Serpent bleu La Médaille de Tim Une randonnée en safari-mobile Le Restaurant de Koko Le Retour de Sandy Le Vieux sage Le Monstre La Sorcière Sandy le petit éléphant La Viande végétale Louis le caméléon L'Ami encombrant La Plante maléfique La Poursuite La Grotte fantôme Le Dernier Chasseur Fuk l'hippopotame Le Retour de la panthère noire Le Piège La vallée perdue La Guerre de l'eau Un caractère volcanique La Horde sauvage Un vrai pot de colle Les Dieux de la Mort Le Message L'Ours en colère La Vallée de l'arc-en-ciel La Montagne blanche Un retour embarrassant Les Araignées géantes Les Fleurs rouges L'Arbre du soleil levant Otto l'aventurier Le Temple Le Vieux Lion |
- | Rediffusion en France de la deuxième série en 1990 [ Note 2 ] La Route secrète La Carte Le Lion bleu La Dernière Chasse Les Premiers Pas La Grande Vallée Tomé et l'arc d'or Le Secret de la lune bleue Les Oiseaux migrateurs Le Prédateur Les Voleurs Les Braconniers La Vallée des léopards Le Tombeau de glace L´Exclu Lily la panthère Les Chutes du démon Le Chemin de fer La Maison des animaux Le Barrage La Fièvre de l'or Le Patriarche Le Loup argenté Bill et Julie Les Tâches maléfiques La Montagne de Lune |

### DVD
En France, l'intégralité de la série a été éditée en cinq coffrets de quatre DVD par Déclic Image.

## Doublage

### Voix originales
- Yoshiko Ōta : Léo
- Asao Koike : Panja
- Noriko Shindō : Eliza
- Gorō Naya : Clave
- Hajime Akashi : Tommy
- Hisashi Katsuta : Mandy
- Junji Chiba : Higeoyaji
- Kazuo Kumakura : Dick
- Kazuyuki Sogabe : Doug
- Keiko Matsuo : Lyre
- Kinto Tamura : Coco
- Kiyoshi Kawakubo : Bou

### Voix françaises

#### Premier doublage
Le premier doublage a été effectué au Québec en 1971 par des comédiens québécois. C'est le cas de nombreuses séries télévisées étrangères diffusées en France dans les années 1960-1970 (Le Prince Saphir ; L'Araignée ; Cosmos 1999, etc.). On a longtemps cru que le premier doublage avait disparu. En réalité, il n'était plus autorisé depuis la promulgation de la loi française qui interdisait la diffusion et la commercialisation d'un doublage qui n'avait pas été effectué en France. Cette loi a été abrogée en 2014 et autorise désormais les doublages de langue française réalisés au Canada,,,
- Alain Clavier : Léo
- Isabelle Jean : Liya
- Flora Balzano : Rune
- Nicole Fontaine : Rukio

#### Second doublage
Il a été effectué en France par les studios Sonolab et SOFI.
- Jackie Berger : Léo, Alex
- Lionel Tua : Kenny ; Léo adulte
- Georges Atlas : Mandi ; oncle Arthur
- Jean-Pierre Leroux : Tomy
- Maurice Sarfati : Narrateur ; Koko
- Nathalie Schmidt : Léa
- Anne Jarry : Léa (voix de remplacement), divers
- Mireille Audibert : Marie/ Carla, Annie
- Serge Bourrier : Kali (voix principale) ; oncle de Léo

## Fiche technique
- Titre original : Janguru Taitei (ジャングル大帝, littéralement « L'empereur de la jungle »?)
- Titre français : Le Roi Léo puis Le Retour du roi Léo
- Réalisation : Eiichi Yamamoto
- Scénario : Shin'ichi Yukimuro, Masaki Tsuji, Eiichi Yamamoto, Osamu Tezuka
- Musique : Isao Tomita
- Production : Osamu Tezuka, Eiichi Yamamoto
- Société de production : Mushi Production
- Pays d'origine : Japon
- Langue : japonais
- Nombre d'épisodes : 52 (1 saison)
- Durée : 22 minutes
- Dates de première diffusion : 
  -  Japon : 6 octobre 1965 ;
  -  Québec : 11 septembre 1971 ;
  -  France : 20 décembre 1972.

## Les studios Disney etLe Roi Léo
Un débat s'engagea à propos du film américain Le Roi lion (1994) pour déterminer à quel point les studios Disney s'étaient inspirés du manga d'Osamu Tezuka, créé bien avant la sortie de ce film. Au Japon, le manga Le Roi Léo est publié de 1950 à 1954 puis adapté en série animée dès 1965, ce qui en fait la première série animée en couleurs du Japon. Une version doublée en anglais est conçue un an après. Le lionceau blanc a perdu son nom d'origine, Léo, pour être baptisé « Kimba » dans la version américaine. Cette série, Kimba the White Lion, rencontra un fort succès sur le sol américain.
En 1994, les studios Disney connaissent le plus grand succès de leur histoire avec Le Roi lion, dans lequel le lionceau porte le nom de Simba. Si le scénario de Disney ne fait pas figurer l'intervention de l'homme, on trouve des similitudes avec l'œuvre de Tezuka, tant sur certains points du scénario, des personnages, que du découpage de certaines scènes phares. Parmi les personnages créés par Tezuka, figurent, en plus du lionceau et de son père, roi des animaux au tragique destin : un vieux mandrill, un oiseau agaçant chargé de l'éducation du jeune prince et de l'informer de ce qui se passe dans la savane, un lion noir malfaisant et jaloux blessé à l'œil gauche et des hyènes qui ne suivent le méchant lion que par lâcheté et dans l'espoir de pouvoir enfin manger à leur guise tout ce qu'elles veulent. Notamment par des vidéos virales sur YouTube, on a rapproché la scène de la célébration de la naissance du lionceau a des plans du film Léo, roi de la Jungle, sortie en 1997, quelques années après Le Roi Lion, à la façon d'un story-board, laissant les gens supposer qu’il s’agit de plans fidèles au manga d’origine, ce qui est faux, il s’agit de plans originaux créés pour le film. On a aussi fait le rapprochement de deux scènes marquantes de la silhouette d'un lion apparaissant dans les nuages.
En août 1994, Machiko Satonaka adresse une lettre accompagnée d'une pétition signée par 488 Japonais, dont 82 artistes, à l'intention des studios Disney, afin qu'ils reconnaissent s'être inspirés de l'œuvre de Tezuka. Ces derniers nient tout plagiat de la série japonaise originale et déclarèrent même ne pas connaître le mangaka, ce qu'Helen McCarthy, journaliste américaine, dénonce avec ironie : « Si vous étiez constructeur automobile et qu'aucun des designers de votre société ne connaissaient Honda, ne seriez-vous pas inquiet ? ». Cette affaire a été évoquée dans les médias ainsi que dans des œuvres populaires, comme dans un épisode de la série animée Les Simpson de 1995 qui parodie Le Roi Lion dans une scène où le lion Mufasa dit à Lisa Simpson : « Tu dois venger ma mort, Kimba… euh, je veux dire Simba ! ».
Un autre fait évoqué avec cette controverse est que l'acteur Matthew Broderick a confié que, lorsqu’il a été embauché pour le rôle de la voix de Simba dans Le Roi Lion, il pensait à priori que le projet était lié à Kimba, the White Lion, : « Je pensais qu’il s’agissait de Kimba, qui était un lion blanc dans un dessin animé qui était diffusé quand j’étais petit. Alors, je disais à tout le monde que j’allais doubler Kimba. »
La société de production gérant les droits des œuvres de Tezuka ne porta pas plainte devant les tribunaux internationaux, en proclamant d'abord que le mangaka, grand admirateur des œuvres de Walt Disney qui l'avaient inspiré à de nombreuses reprises, aurait été flatté que le studio américain s'inspire à son tour de l'une de ses œuvres.
Mais après qu'il eut été évoqué que Disney aurait payé le studio Tezuka Productions pour éviter des poursuites, Yoshihiro Shimizu a fini par couper court aux rumeurs. Il a finalement expliqué que si sa société n'avait pas porté plainte, c'était car elle était trop petite pour se lancer dans une bataille juridique face à un géant tel que Disney. Malgré leurs déclarations officielles et leur volonté manifeste de ne pas prendre part à la polémique, les Japonais ont néanmoins lancé rapidement la production d'un nouveau film du Roi Leo, film qui semble copier délibérément certains éléments et plans du Roi Lion, totalement absents du manga original et des précédentes adaptations animées sorties jusque-là. Plus troublant encore, on apprend sur le site officiel japonais dédié à Osamu Tezuka que Bubu, le cruel lion noir rival de Pandja, a été retconné dans le court-métrage Hon-O-Ji réalisé en 2000 et présenté exclusivement au musée Tezuka Osamu World de Kyoto. Ainsi, Bubu est désormais officiellement présenté comme étant l'oncle de Leo, alors qu'auparavant il n'avait toujours été qu'un vieux lion solitaire, sans le moindre lien de parenté avec Pandja et Leo.
Si de nombreuses vidéos et articles comparatifs sur le sujet ont été publiés au fil des ans, il semblerait que beaucoup soient trompeurs car piochant çà et là des scènes prises hors contexte, y compris dans des œuvres animées du Roi Leo sorties après Le Roi Lion et mises bout à bout pour faire croire que le film des studios Disney est un copier-coller, ce qui n'a fait qu'alimenter la polémique. Or, Machiko Satonaka a bien précisé dans sa lettre ouverte à Disney que personne ne prétendait que les deux histoires étaient identiques. À l'origine, la controverse ne faisait nullement état de plagiat mais simplement de source d'inspiration non reconnue officiellement.